# Wijnbouw in Tunesië
Wijnbouw in Tunesië vindt plaats sinds de tijden van Fenicië en Carthago. In 2008 waren er in Tunesië ongeveer 31000 hectare aan wijngaarden.
Tegenwoordig wordt de meeste wijn verbouwd rond de Kaap Bon en de stad Jendouba. De meeste wijn op de Kaap Bon wordt verbouwd rondom de plaatsen Mornag en Grombalia.
Sinds de jaren 1990 zijn er in het land ook nieuwe druivensoorten geïntroduceerd die kwalitatief erg goede wijnen produceren. Het land produceert witte wijnen, rosé en rode wijnen. Het meeste areaal van de Tunesische wijn is rosé dat zo'n 60% tot 70% van de productie beslaat, gevolgd door rode wijn 25% tot 30% en witte wijn met 10%.

## Wijnregio's
Tunesiê bestaat uit diverse wijnregio's, die zijn verdeeld in zeven wijnregio's, naar aanleiding van het Franse AOC-systeem.
- Grand Cru Mornag
- Mornag
- Coteau de Tébourba
- Sidi Salem
- Kélibia
- Thibar
- Côteaux d’Utique

## Afbeeldingen

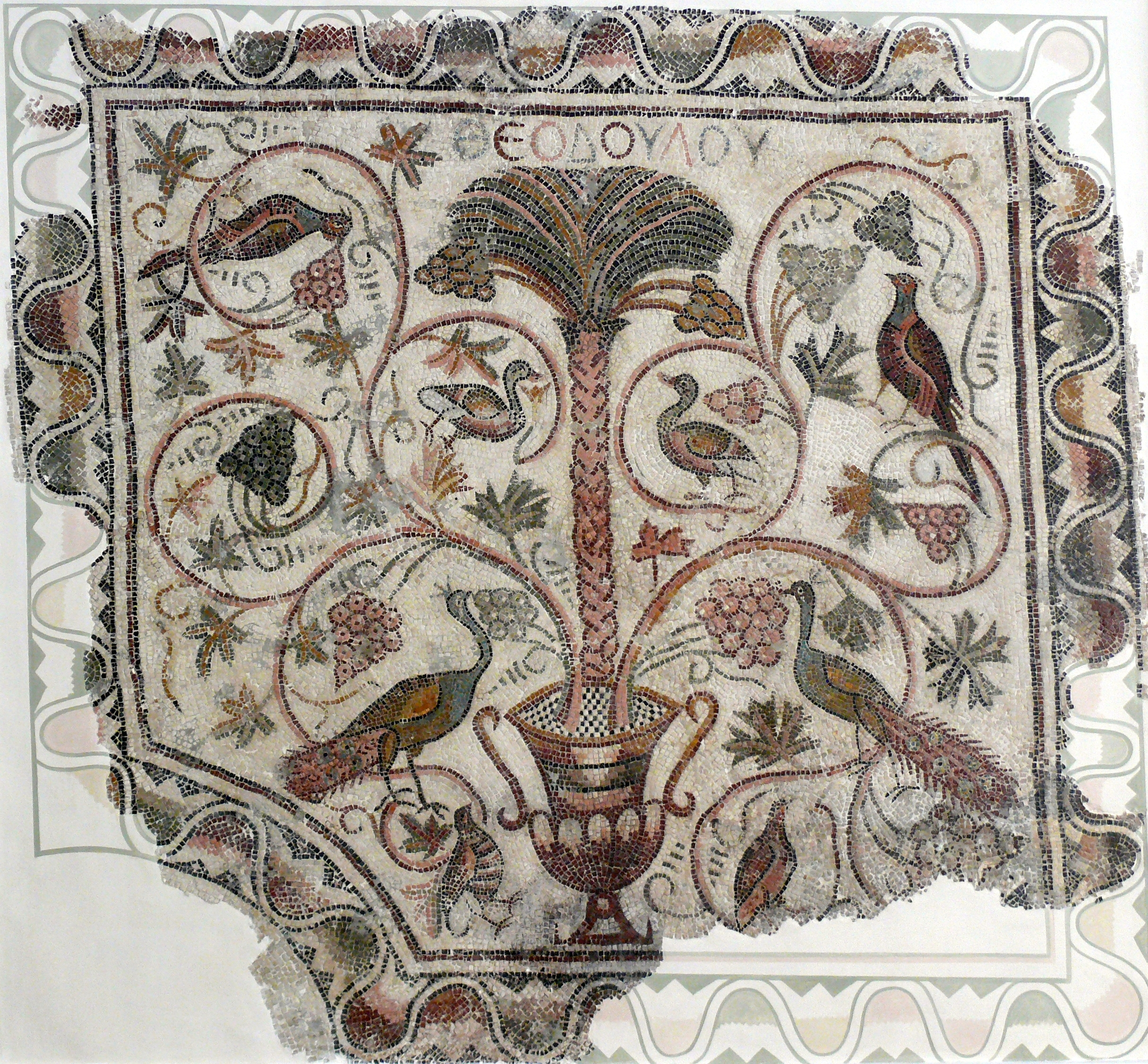
Romeinse mozaiëk uit Sousse waar palmboom en wijnrank op te vinden zijn
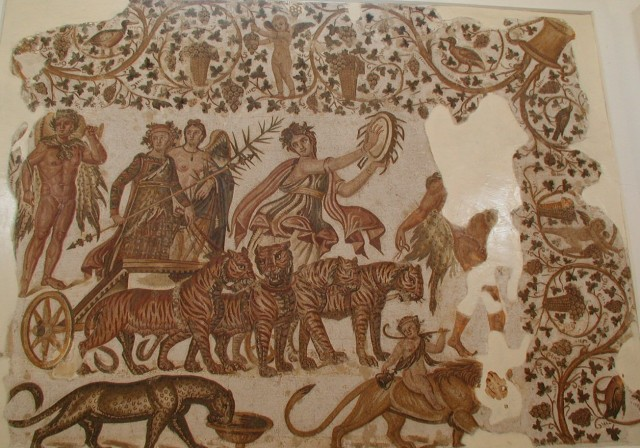
3e-eeuws Romeinse mozaïek met de Triomf van Bacchus in  het Archeologisch Museum van Sousse
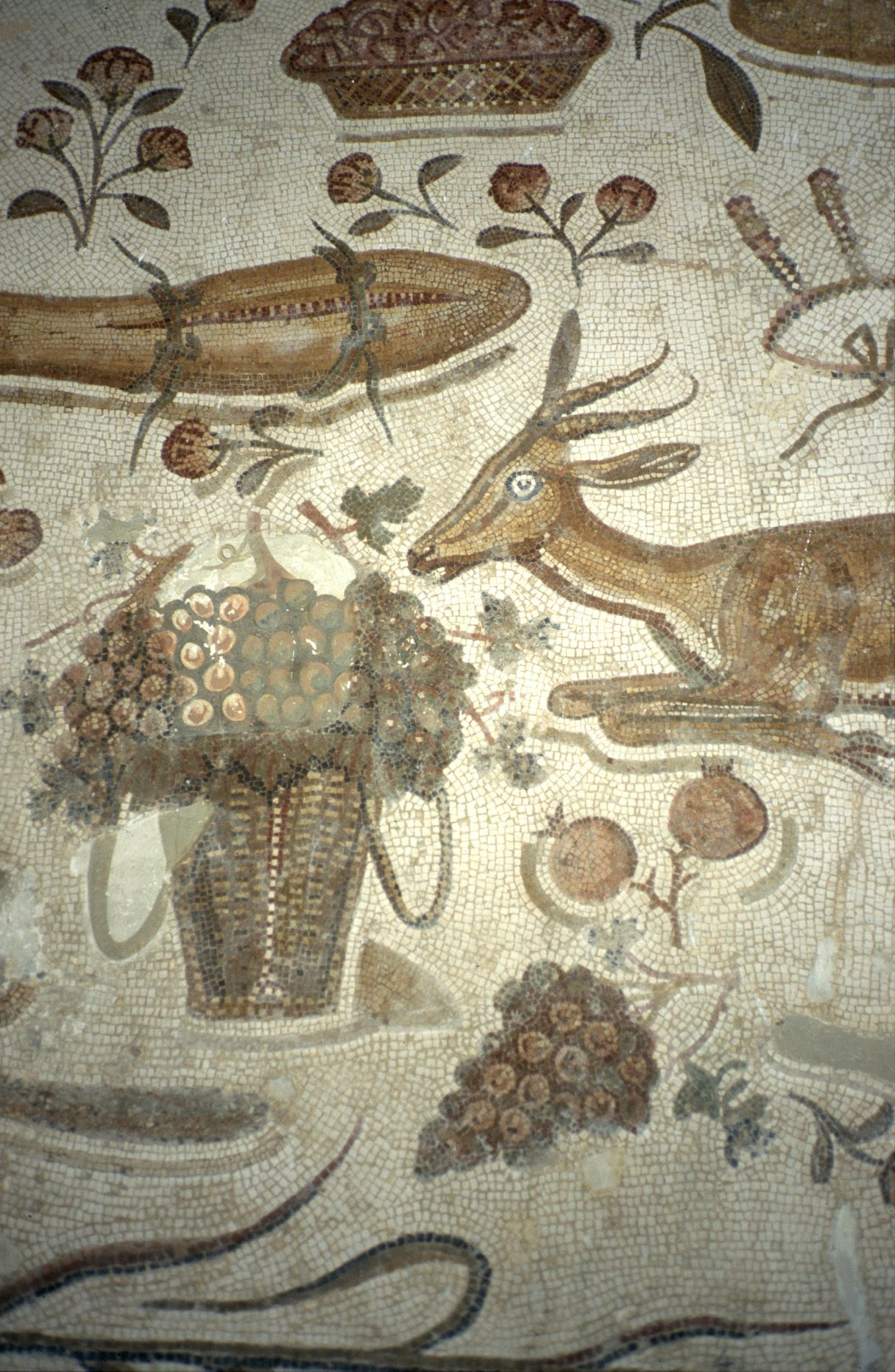
Mand met druiven, wederom uit het Archeologisch Museum van Sousse
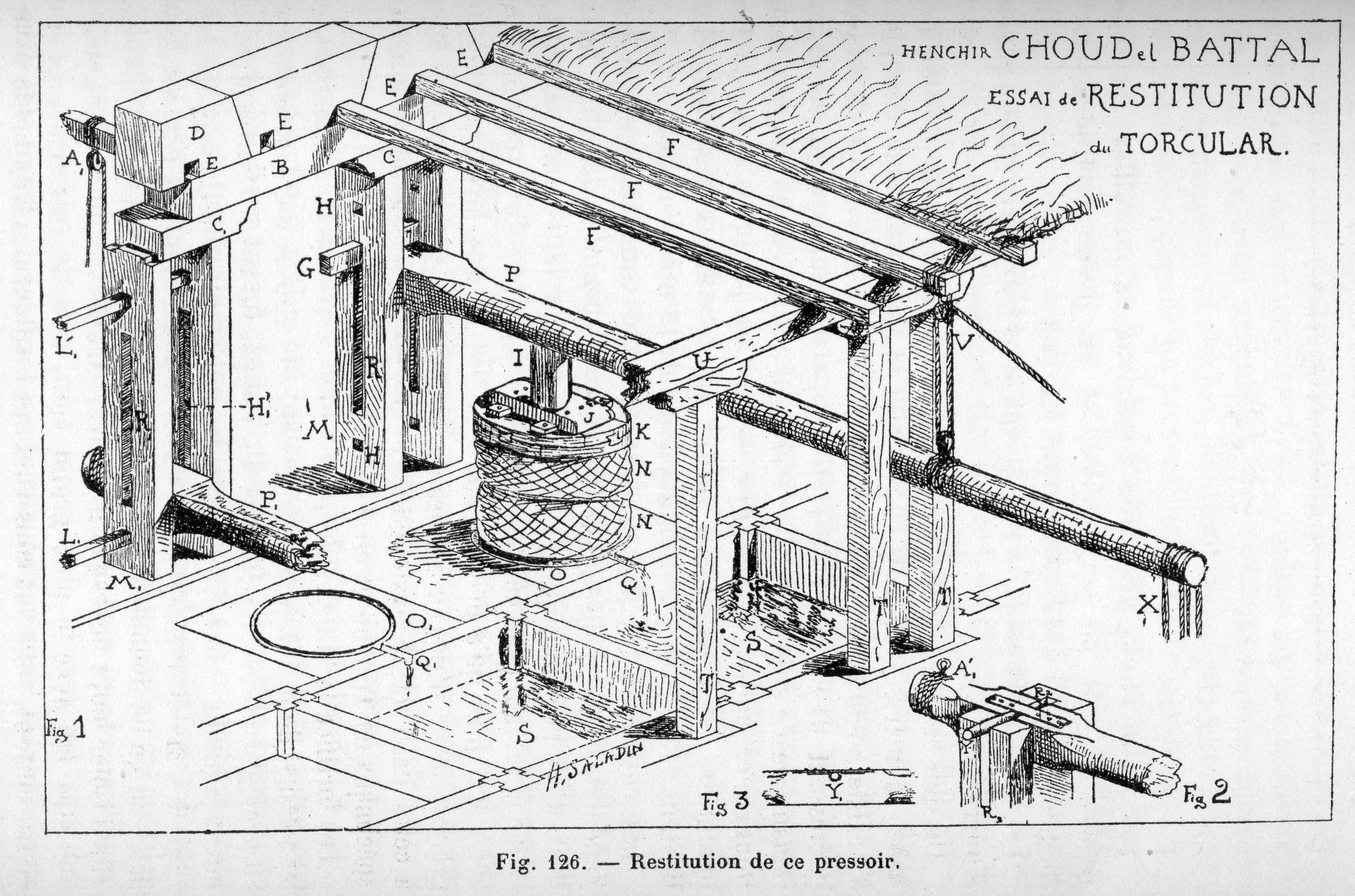
Reconstructie van een wijnpers nabij de plaats Fériana
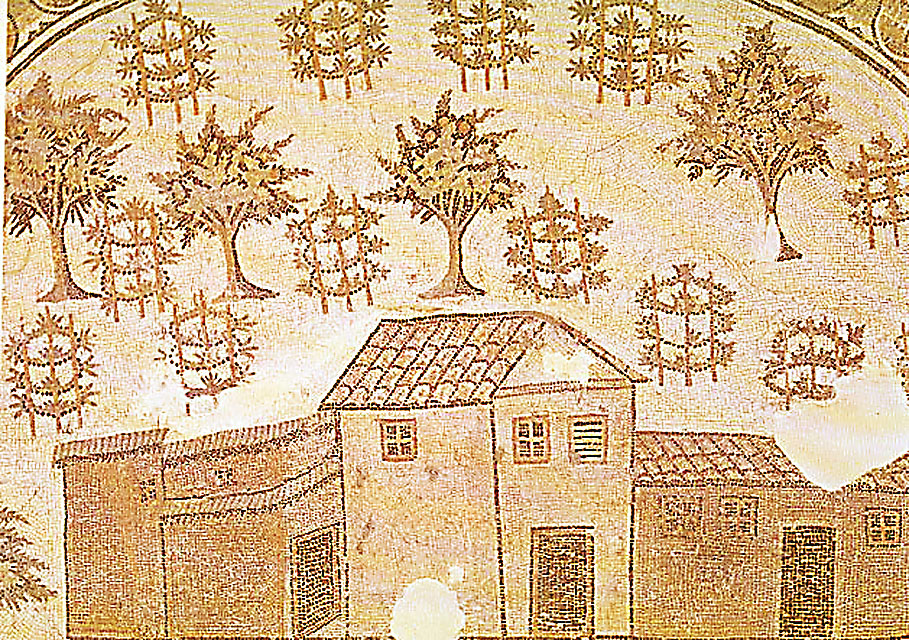
Romeins mozaiëk in de villa rustica in Tabarka
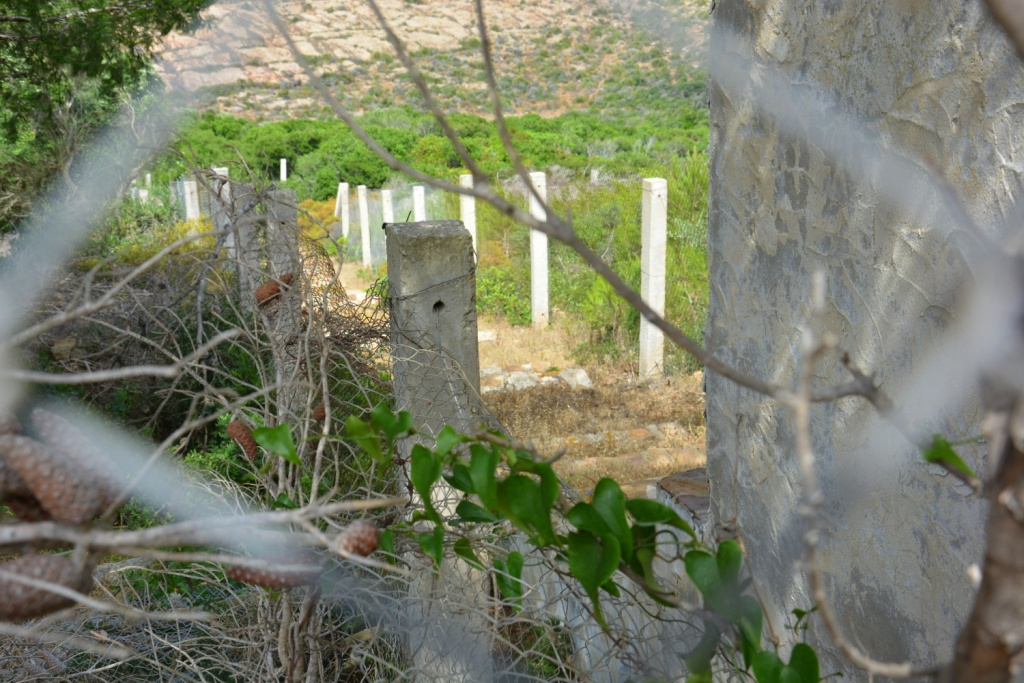
Wijngaard op Kaap Bon
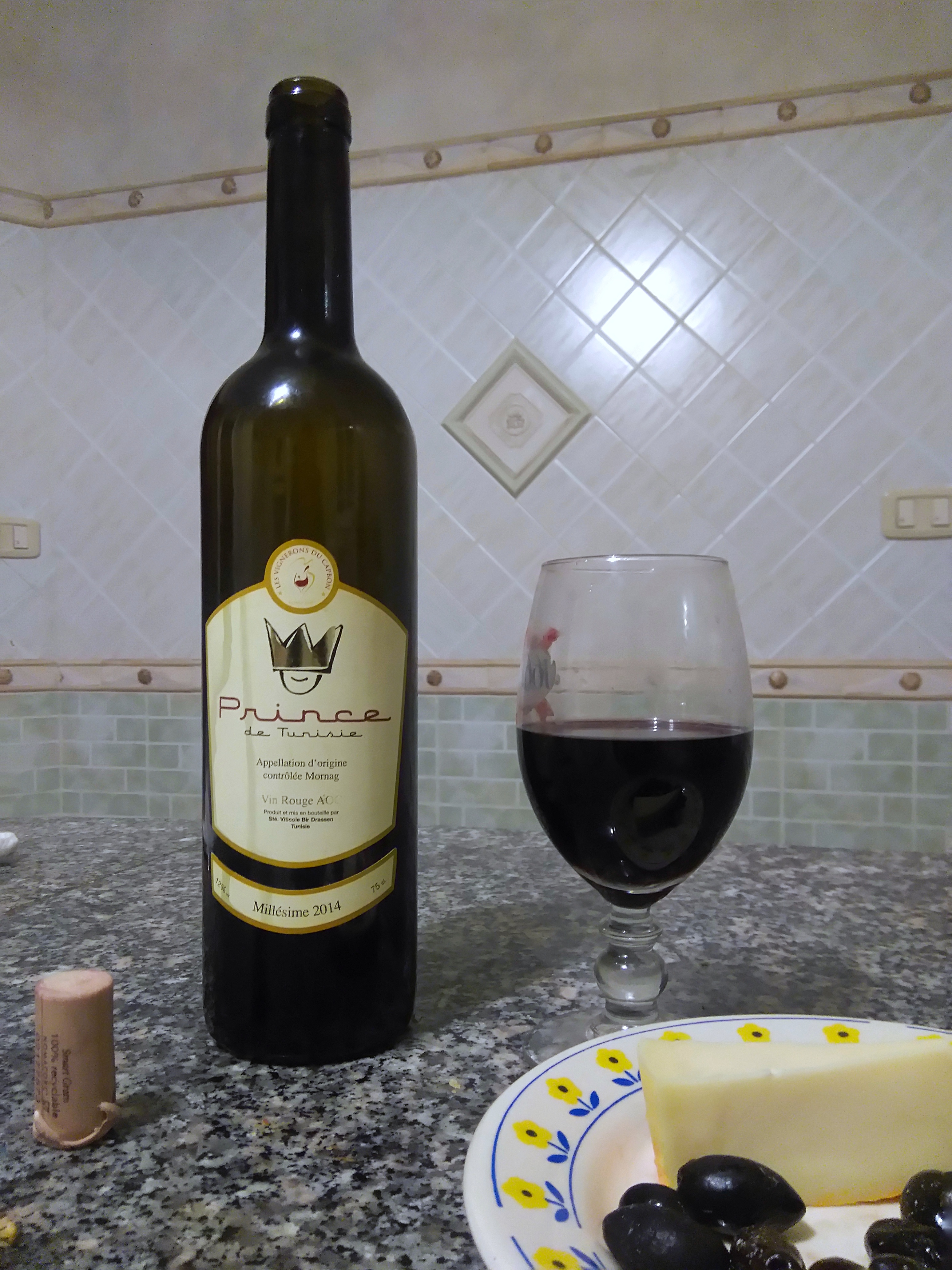
Voorbeeld van een fles Tunesische rode wijn